# 八犬伝 (碧也ぴんくの漫画)
『八犬伝』（はっけんでん）は、曲亭馬琴原作の『南総里見八犬伝』をオリジナルアレンジして、碧也ぴんくが1989年2月から2005年5月にかけて制作した漫画作品。『コミックGENKi』（角川書店）で連載を開始し、ミステリーDX（角川書店）で完結。OVA『THE 八犬伝』とのタイアップで始まったため、当初は原作から大きく離れた作品になる予定だったが、作者の文献調査に熱が入るにつれ原作に忠実となっていき、漫画として描かれた「八犬伝もの」としては異色の作品となった。こちらは変形B5判という形だった為、原稿もコミックスも大型になっている。全15巻。2004年に、ホーム社漫画文庫から全8巻で漫画文庫としてでている。
2019年、新書館ウィングス・コミックスとして電子書籍 全15巻が配信開始。

## あらすじ
安房国・里見家の伏姫は、戦で手柄を立てた飼い犬・八房と結婚し、やがて懐妊。
犬の子を身ごもった身を嘆き、命を絶つ。その瞬間、姫の数珠から、八つの珠が飛び散った。
その珠と牡丹の痣を持つ八人の青年がこの物語の主人公…八犬士たちである。
やがて八犬伝は、彼らの青春へと舞台を移していく…

## 登場人物紹介
より詳しい解説は南総里見八犬伝の登場人物を参照。（滝沢馬琴原作と漫画版本作には若干の設定相違がある点に留意）
犬塚 信乃 戍孝（いぬづか しの もりたか）
八犬士の一人。本編の主人公。「成人まで性別を入れ替えて育てると健康に育つ」との俗信から幼少時は女装して暮らしていた。後に、父から関東足利家の名刀「村雨丸」を主君に返すようにと託された。元服後は荘助と義兄弟となる。
犬川 荘助 義任（いぬかわ そうすけ よしとう）
八犬士の一人。伊豆の荘官の長子として生まれる。父親の死後に母の従兄弟である蜑崎十郎を頼みに安房へ向かう途中、母親が死亡する。その後は大塚家の下僕として働きながらも信乃を助け、仲間への思いは誰よりも強い。珠の字は「義」。下僕として働いていた頃の名は額蔵（がくぞう）。
犬山 道節 忠与（いぬやま どうせつ ただとも）
練馬氏の家臣である犬山家の生き残り。扇谷定正を仇と狙う。
犬飼 現八 信道（いぬかい げんぱち のぶみち）
犬田 小文吾 悌順（いぬた こぶんご やすより）
犬坂 毛野 胤智（いぬざか けの たねとも）
犬村 大角 礼儀（いぬむら だいかく まさのり）
犬江 親兵衛 仁（いぬえ しんべえ まさし）

## BLIND GAME
『BLIND GAME』は、コミックス後書き漫画に描かれた現代版八犬伝をきっかけに作られた漫画作品。月刊ミステリーDX（角川書店）で連載された。全10巻。文庫本は全5巻。

### 概要
近未来を舞台とした作品で、物語の全てとまでは行かないものの、随所に本項の『八犬伝』の要素が盛り込まれている。

### あらすじ
西暦2004年に小惑星トータチスが軌道を変えて地球に激突（アメリカ軍の核ミサイルで迎撃されたが、無数の隕石となって地球のあちこちに降ってしまう）、その翌年に日本の関東地区に小惑星が衝突するといった天災続きで軍が組織され、連邦制度が敷かれた日本。
軍は「超能力を持つ人間」を人工的に生み出そうと、「神女プロジェクト」を秘密裏に進めていた。しかし「神女」は生まれる直前に代理母もろとも何者かに銃撃され命を落とす。プロジェクトの頓挫を怖れたプロジェクトの研究員達は、神女の遺伝子を他の108個の受精卵に注入し、神女が持つはずだった超能力を持つ人間を生み出そうとし、最終的に超人的な能力を秘めた8人の子供が生まれ育った。その後、神女の卵胞が何者かに盗まれ、それを組み込んだとされる合成動物キメラが発見されるようになる。
ひょんなことから自身が体内に「神女の遺伝子」を秘めている事を知った孝・義人・信也の3人は残りの仲間を探す旅に出ることになるが…。